# Audea abbreviata
Audea abbreviata är en fjärilsart som beskrevs av Embrik Strand 1914. Audea abbreviata ingår i släktet Audea och familjen nattflyn. Inga underarter finns listade i Catalogue of Life.